# エイミー (映画)
エイミー（原題：Amy）は、1981年のアメリカのドラマ映画。監督はヴィンセント・マケヴィティ。
日本では劇場未公開で、テレビ放映が行われた。

## あらすじ
1913年。エイミー・メッドフォードは、かつて障害を持った息子を亡くした身だった。彼女は支配的な夫との生活に別れを告げ、アパラチア山脈の田舎にある養護学校で言葉を教える教師の仕事を始める。エイミーは、体調がすぐれないという児童を保健室に連れた際に出会ったベン・コーコラン医師と出会い、親睦を深める。
エイミーは聴覚障害児たちへの言葉の指導の必要性を疑問視するマルバイナ先生との衝突といったトラブルに見舞われながらも懸命に言葉を教え、生徒の一人であるヘンリーに『Kite（凧）』の言葉を覚えさせることに成功する。
だが、ヘンリーが言葉を覚えてからほどなくして、小さな生徒のウェズリーが病気で亡くなり、エイミーはベンと悲しみを分かち合う。
エイミーのクラスにマーヴィンという生徒が加入してくる。彼は聴覚障害を持った19歳の青年で、将来を懸念するマーヴィンの親のたっての願いにより入学が認められたのだった。周りと比べて年齢も体格も全く違うマーティンを見下す生徒が現れ、ヘンリーは彼と喧嘩してしまう。
ヘンリーは、学校の近くでフットボールで遊んでいた少年たちと出会ったことでフットボールに興味を持ち、エイミーら大人たちの協力も得てクラスの皆でチームを作って少年たちと対戦し、楽しいひと時を過ごす。
ある日、ヘンリーの母が学校へ訪れることになる。マルバイナはヘンリーに『Mother』の発音を覚えさせる。ヘンリーの母は視覚障害者であり、ヘンリーの声を初めて聴いた親が感激して教師へ感謝の気持ちを伝えたことでマルバイナは考えを改める。
クリスマスが近づき、学校では催しが開かれる。マーティンはこの日の為にヘンリーへのプレゼントを準備していたが、マーヴィンを見下していた生徒によってプレゼントが壊されたことでマーヴィンはその生徒を殴り倒してしまい、そのショックでマーヴィンは学校を出て行ってしまう。ヘンリーは彼の後を追いかけて行く。
続いて学校にエイミーの夫が訪れてくる。エイミーは夫に別れる意思を伝える。それからすぐにエイミーにもマーヴィンの話が伝わり、教師たちによるマーヴィンとヘンリーの捜索が始まる。ヘンリーは線路の上を走るマーヴィンを見つけるが、マーヴィンは列車に轢かれて亡くなった。後ろから走ってきた列車の音に気づけなかったのだ。
マーヴィンの両親が亡骸となったマーヴィンの元へ訪れる。ヘンリーが涙ながらに発した『Friend』の言葉を聴いて、マーヴィンの両親は娘に言葉を教えて欲しいとエイミーに頼み込む。
学校に戻ったエイミーは「一緒にここを出ていこう」と言い出す夫に対して今度こそ別れを告げるのだった。

## キャスト
※カッコ内は日本語吹替
- エイミー・メッドフォード：ジェニー・アガター（岡本茉莉）
- ベン・コーコラン医師：バリー・ニューマン（富山敬）
- ヘレン・ギブス：キャスリーン・ノーラン（定岡小百合）
- エリオット・メッドフォード：クリス・ロビンソン（石塚運昇）
- ライル・ファーガソン：ルー・ファント（大木民夫）
- ヘイゼル・ジョンソン：マーガレット・オブライエン
- マルバイナ：ナネット・ファブレイ（谷育子）
- エドガー・ワンバック：ランス・ルゴー（仁内達之）
- ローズ・メトカーフ：ルシール・ベンソン（巴菁子）
- マーヴィン・グライムズ：ブライアン・フリシュマン
- Mr.グライムズ：レン・ウェイランド（村松康雄）
- グライムズ夫人：ペギー・マッケイ
- ヘンリー・ワトキンス：オットー・レッヘンバーグ（石田彰）
- ジャスト・ジョージ：デヴィッド・ホランダー

## 備考
当初はテレビ用映画として制作された。劇場公開の翌年、この作品を32分に短縮した「Amy on the Lips」が公開されている。
また、出演者の一人であるナネット・ファブレイは実際に難聴を患っていた。